# Santo Stefano (Ravenna)
Santo Stefano is een plaats (frazione) in de Italiaanse gemeente Ravenna.